# Bryobeckettia bartlettii
Bryobeckettia bartlettii är en bladmossart som beskrevs av Allan James Fife 1985. Bryobeckettia bartlettii ingår i släktet Bryobeckettia och familjen Funariaceae. Inga underarter finns listade i Catalogue of Life.